# コプト文学
コプト文学は、エジプト固有のエジプト語の最終段階であるエジプトのコプト語で書かれた文章の本体である。これは主に西暦2世紀以降のキリスト教のテキストで構成されている、西暦以前の「古コプト文字」で書かれた著作も含まれている。
コプト文学を包括的に提示する試みはほんのわずかしかなかった。

## 宗教文学
大アントニオス、パコミオス、掌院シェヌーテの著作は、コプト語でのエジプトのキリスト教文学の最も初期の例の1つである。また、シェヌーテ（アラビア語ではシェヌーダ）は人気があった宗教指導者であり、当時の習慣であったギリシア語ではなく、母語のコプト語を多用して著作を行った。これにより、コプト語の使用が増加し、文語としての標準化が進んだ。ほとんどのコプト文学は、西暦11世紀頃までサイード方言（サヒド方言）で書かれていた。 
コプト語での最も初期のオリジナルの著作は、最初の「砂漠の教父」であるエジプトの聖アントニオスによる手紙であった。 3世紀から4世紀にかけて、多くの修道士や僧侶がコプト語で書いている。コプト語とギリシア語の両方で書いた最初のアレクサンドリア教皇は教皇アタナシウスであった 。
その後、コプト教徒たちはアラビア語を使い始めたため、多くのコプト文学が失われることとなった。カラムンのサムエルの黙示録などのテキストは、コプト語の喪失を嘆いている。しかし、それ自体は現在アラビア語でのみ存在している。
聖人伝であるヒラリア伝では、古代エジプト多神教のベントレッシュ物語の要素が含まれている可能性がある。

## モルガン・コレクション
モルガン・コレクションは、ファイユームの聖ミカエル修道院の図書館で1910年に発見された58巻で構成されている。

## 参照
- コプト語訳聖書
- コプト哲学

## 参照元
- Boud'hors, Anne (2018). “Coptic literature”. In Oliver Nicholson (ed.). The Oxford Dictionary of Late Antiquity. Oxford University Press.
- Emmel, Stephen (2007). “Coptic literature in the Byzantine and early Islamic world”. In Roger S. Bagnall. Egypt in the Byzantine world, 300–700. Cambridge University Press. pp. 83–102
- MacCoull, Leslie S. B. (1991). “Coptic language and literature”. In Alexander Kazhdan (ed.). The Oxford Dictionary of Byzantium. Oxford University Press.
- Orlandi, Tito (1991). “Literature, Coptic”. In Aziz Suryal Atiya (ed.). The Coptic Encyclopedia. Vol. 5. New York: Macmillan Publishers. pp. 1450b – 1460a.
- Wilfong, Terry G. (2001). “Coptic literature”. In Donald B. Redford (ed.). The Oxford Encyclopedia of Ancient Egypt. Oxford University Press.